# Vystrel v spinu
Vystrel v spinu (Выстрел в спину) è un film del 1979 diretto da Vladimir Čebotarёv.

## Trama
All'inizio ci fu la visita di uno scrittore a un uomo che, per liberarsi di un passante, lo uccise. E poi - una lunga ricerca del criminale. Sono stati intervistati molti testimoni. Un nodo astuto legato da un criminale per dirigere le indagini lungo la strada sbagliata è stato sciolto, ma il punto non è stato fissato. Il pubblico ministero non ha emesso un mandato di cattura, perché non sono state raccolte tutte le prove inconfutabili. E, soprattutto, l'arma da cui è stato ucciso lo scrittore non è stata trovata.